# Garlepp-Pampaskatze

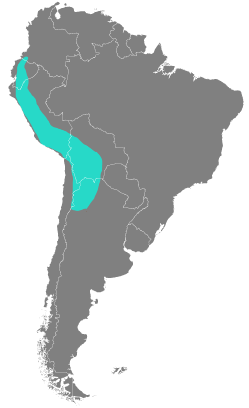
Das Verbreitungsgebiet der Garlepp-Pampaskatze

Die Garlepp-Pampaskatze (Leopardus garleppi, engl.: Garlepp’s pampas cat oder northern pampas cat) ist eine Kleinkatzenart aus der Gattung der Pardelkatzen, die zu beiden Seiten der Anden von Ecuador im Norden bis ins nordwestliche Argentinien (Provinz Catamarca) und nördliche Chile (Región de Tarapacá) im Süden vorkommt.

## Merkmale
Die Garlepp-Pampaskatze ist etwa so groß wie eine große Hauskatze und hat eine hell graubraune oder gelbbraune Grundfarbe und ist mit in schrägen Bändern angeordneten Rosetten gemustert. Die Rosetten sind innen orange und haben braune Ränder. Ein Streifen entlang der Rückenmitte ist dunkel graubraun mit einzelnen orangefarbenen Haaren. Der Kopf ist bräunlich-orange. Auf der Kehle sind schwarze, dunkelbraune oder dunkel gelbbraune Streifen zu sehen. Einer ist immer deutlich breiter als die übrigen. Der Schwanz ist von der Basis bis zur Spitze mit rotbraun gebändert.

## Systematik
Die Art wurde im Jahr 1912 durch den deutschen Zoologen Paul Matschie unter der Bezeichnung Felis garleppi erstmals wissenschaftlich beschrieben. Sie wurde später Leopardus colocolo als Unterart zugewiesen. Die spanische Zoologin Rosa García-Perea teilte Leopardus colocolo 1994 in drei Arten auf und stellte L. garleppi als Unterart zu L. pajeros. Dies wurde im zoologischen Nachschlagewerk Mammal Species of the World so übernommen. Im Handbook of the Mammals of the World, einem weiteren Standardwerk, dessen Raubtierband im Jahr 2009 erschien, wurde Leopardus garleppi wieder als Unterart der Pampaskatze zugeordnet und auch die Fachgruppe des internationalen Umweltschutzverbandes (IUCN/SSC Cat Specialist Specialist Group) führt L. garleppi als Unterart der Pampaskatze, betont in einer 2017 veröffentlichten Revision der Katzensystematik jedoch, dass einige Unterarten der Pampaskatze in Zukunft nach weiteren Untersuchungen den Status selbständiger Arten erhalten könnten. Erst in einer im Juni 2020 veröffentlichten Revision der Pampaskatzengruppe wurde die Art als Leopardus garleppi wieder eigenständig, nachdem in der Pampaskatzengruppe fünf Kladen gefunden wurden, die sich in der Schädelmorphologie, der Fellfarbe und in ihrem Genom unterschieden und die auch unterschiedliche Verbreitungsgebiete haben. L. budini, L. crespoi, L. steinbachi, L. thomasi und L. wolffsohni sind Synonyme von Leopardus garleppi. Das Artepitheton bezieht sich auf den deutschen Naturforscher Otto Garlepp (1864–1959), der das Typusexemplar gesammelt hatte.

## Religiöse Bedeutung
Für die im nördlichen Bolivien lebenden Kallawaya ist die Katzenart, auf Quechua osqollo genannt, ein besonders heiliges Tier. Sie wird mit den mächtigen Berggottheiten assoziiert. Daher wird vor einer Zeremonie auf dem Berg die Katze rituell um Erlaubnis gebeten. Sie zu töten ist tabu. Ferner gilt, dass, wer mit ihr in Berührung kommt, ihr künftig Opfergaben entrichten muss.

## Belege
1. 1 2 3  Fabio Oliveira do Nascimento, Jilong Cheng und Anderson Feijó (2020). Taxonomic revision of the pampas cat Leopardus colocola complex (Carnivora: Felidae): an integrative approach. Zoological Journal of the Linnean Society, XX, 1–37, doi:10.1093/zoolinnean/zlaa043
2. ↑  Paul Matschie: Über Felis jacobita, colocola und zwei ihnen ähnliche Katzen. In: Sitzungsberichte der Gesellschaft Naturforschender Freunde zu Berlin, 4, 1912, S. 255–259 (biodiversitylibrary.org)
3. ↑  Rosa García-Perea: The Pampas Cat Group (Genus Lynchailurus Severtzov, 1858) (Carnivora: Felidae), a Systematic and Biogeographic Review. American Museum Novitates 3096, 1994; S. 1–36.
4. ↑  Don E. Wilson & DeeAnn M. Reeder (Hrsg.): Leopardus pajeros in Mammal Species of the World. A Taxonomic and Geographic Reference (3rd ed).
5. ↑  Archivierte Kopie (Memento des Originals vom 4. November 2018 im Internet Archive)  Info: Der Archivlink wurde automatisch eingesetzt und noch nicht geprüft. Bitte prüfe Original- und Archivlink gemäß Anleitung und entferne dann diesen Hinweis.
6. ↑  Leopardus colocolo in der Roten Liste gefährdeter Arten der IUCN 2008. Eingestellt von: T. de Oliveira et al., 2008. Abgerufen am 24. Januar 2009.
7. ↑  Kitchener A. C., Breitenmoser-Würsten Ch., Eizirik E., Gentry A., Werdelin L., Wilting A., Yamaguchi N., Abramov A. V., Christiansen P., Driscoll C., Duckworth J. W., Johnson W., Luo S.-J., Meijaard E., O’Donoghue P., Sanderson J., Seymour K., Bruford M., Groves C., Hoffmann M., Nowell K., Timmons Z. & Tobe S. 2017. A revised taxonomy of the Felidae. The final report of the Cat Classification Task Force of the IUCN / SSC Cat Specialist Group. Cat News Special Issue 11, 80 pp.
8. ↑  Friedrich Schwangart: Aus der Zoologischen Sammlung des Bayerischen Staates: Südamerikanische Busch-, Berg- und Steppenkatzen Abhandlungen der Bayerischen Akademie der Wissenschaften, Mathematisch-naturwissenschaftliche Abteilung, Neue Folge. Heft 49, Verlag der Bayerischen Akademie der Wissenschaften, München, 1941, S. 34
9. ↑  Ina Rösing: Zwiesprachen mit Gottheiten von Bergen, Blitzen, Quellen und Seen. Weisse Kallawaya-Gebete, Ulm 1994 (= Ulmer Kulturanthropologische Schriften 1), S. 166–167 und 181.